# ノルトキルヒェン

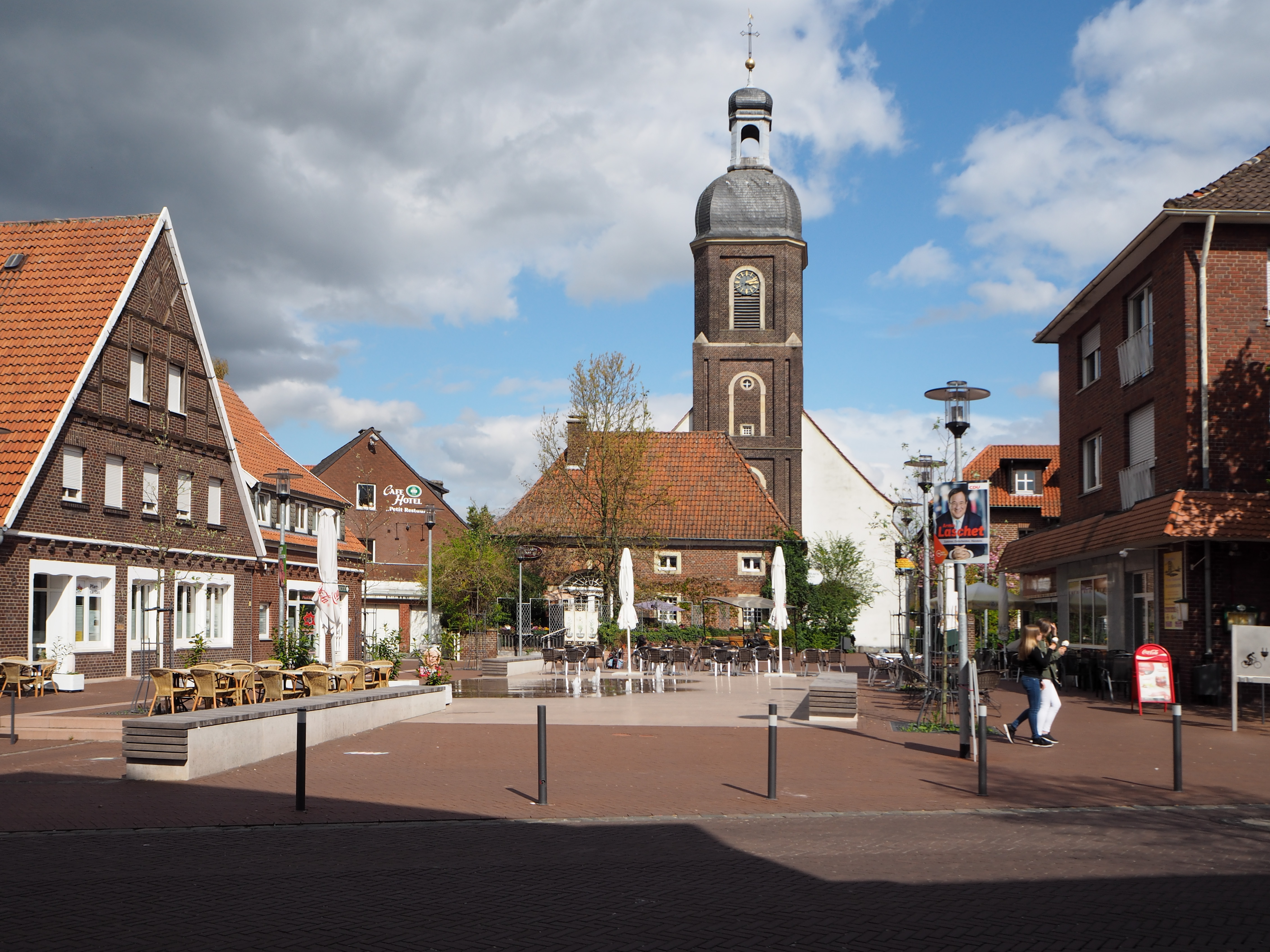
ノルトキルヒェンの中心部ルートヴィヒ＝ベッカー広場

ノルトキルヒェン (ドイツ語: Nordkirchen) は、ドイツ連邦共和国ノルトライン＝ヴェストファーレン州ミュンスター行政管区のコースフェルト郡に属す町村（以下、本項では便宜上「町」と記述する）である。

## 地理

### 位置
ノルトキルヒェンは、ドルトムント、ミュンスター、ハムの都市トライアングルのほぼ中央に位置している。隣接する市町村は、西から時計回りに、リューディングハウゼン、ゼンデン、アッシェベルク（以上いずれもコースフェルト郡）、ヴェルネ、ゼルム（ともにウナ郡）と境を接している。

### 自治体の構成
自治体ノルトキルヒェンは、ノルトキルヒェン地区、ジュートキルヒェン地区、カペレ地区からなる。

## 歴史
ノルトキルヒェンに関する最初の文献記録はミュンスター司教区の文書であり、1022年から1032年までの間に作成された。この頃は、ジークフリート・フォン・ヴァルベックがミュンスター司教を務めていた。1242年のエーメンの戦い後マインヘーフェル城は破壊された。13世紀からモリエン家がホーフ・キルヒェンを賃借りし、16世紀までノルトキルヒェンを運営した。ノルトキルヒェンは1561年に世襲租借権を買い取ることによってモリエン家に譲渡された。
1605年、現在も存続しているノルトキルヒェン市民射撃団が設立された。
モリエン家の断絶後、ミュンスター司教領主フリードリヒ・クリスティアン・フォン・プレッテンベルクがその所領をすべて獲得した。1703年に、現在のバロック宮殿（ノルトキルヒェン城）建設の礎石が設置された。ノルトキルヒェン城の建設は1708年から1734年に及んだ。ノルトキルヒェンは、最後の男性後継者が亡くなる1813年までプレッテンベルク家の所有であり続けた。
1813年から1815年までの間、郡は市、町村、アムトに分割された。これによりノルトキルヒェンとジュートキルヒェンはアムト・ノルトキルヒェンに編入された。
マリア・フォン・プレッテンベルクとハンガリーの伯爵ニコラウス・マルア・フランツ・フォン・エステルハージ＝ガランタとの結婚によりノルトキルヒェンの所有権はエステルハージ家に移された。その後継者が1903年にノルトキルヒェンの所領すべてをアーレンベルク公エンゲルベルトに売却した。
カペレは1923年にアムトベツィルク・ノルトキルヒェンに編入された。
ノルトキルヒェン城は、1903年に所領とともにアーレンベルク公エンゲルベルトに売却された。この城は、1933年に付属の農業および林業用地とともに、新たに設立された会社アーレンベルク＝ノルトキルヒェン GmbH に移譲された。この会社は城を1949年からノルトライン＝ヴェストファーレン州に貸し出していたが、1958年に350万ドイツ・マルクで州に売却した。その後ノルトライン＝ヴェストファーレン州金融専門大学がここに入居している。

### 町村合併
現在の自治体ノルトキルヒェンは、1975年1月1日に、廃止されたアムト・ノルトキルヒェンにそれまで属してた独立した自治体カペレ、ノルトキルヒェン、ジュートキルヒェンが合併して成立した。

## 住民

### 人口推移
以下の数値は、メルテンスとリンバッハの著書（1867年と1946年）、州統計局（1961年6月6日と1970年5月27日の人口調査）、ノルトキルヒェンの町の統計（2010年2月1日と2023年1月2日）に基づく。
| Ort                | 1867   | 1946   | 1961   | 1970   | 2010   | 2023   |  |
| カペレ             | 554    | 1,465  | 1,018  | 1,270  | 2,387  | 2,095  |  |
| ノルトキルヒェン   | 1,562  | 2,435  | 2,605  | 2,681  | 4,713  | 5,082  |  |
| ジュートキルヒェン | 1,087  | 1,866  | 1,634  | 1,838  | 3,220  | 3,503  |  |
| 合計               | 03,203 | 05,766 | 05,257 | 05,789 | 10,322 | 10,680 |  |

## 行政

### 首長
この街の町長はディートマール・ベルクマン（無所属）である。彼は2009年の町長選挙で 51.8 % の支持票を獲得して町長に選出された。2014年の選挙ではSPD、同盟90/緑の党、自由民主党および選挙共同体 UWG の支援を受け、84.5 % の支持を得た。2020年9月13日の選挙でも 90 % の支持票を獲得した。

### 議会
ノルトキルヒェンの町議会は28議席からなる。

### 紋章

ノルトキルヒェンの旗

この町の紋章は、1983年11月28日にミュンスター行政管区長官の認可を得た。
図柄: 金地。2:1に配置された3本の青い教会塔。上側の2本は尖頭屋根、下側の1本はバロック様式の屋根を戴いている。
3本の教会塔は3つの地区を表している。それはそれぞれの地区名 "Kirche"（教会）あるいは "Capelle"（礼拝堂）に由来し、象徴している。このため、この紋章は「地口の紋章」とされている。
青と金の配色は、1694年にモリエン家の所領すべてを購入し、1703年に城館の礎石を据えたプレッテンベルク家の配色である。

### 旗
この町の旗は、長辺と平行に幅1:3:1に金（黄）-青-金（黄）に分割。青い帯の中央に紋章が描かれている。

## 文化と見どころ

### 建築

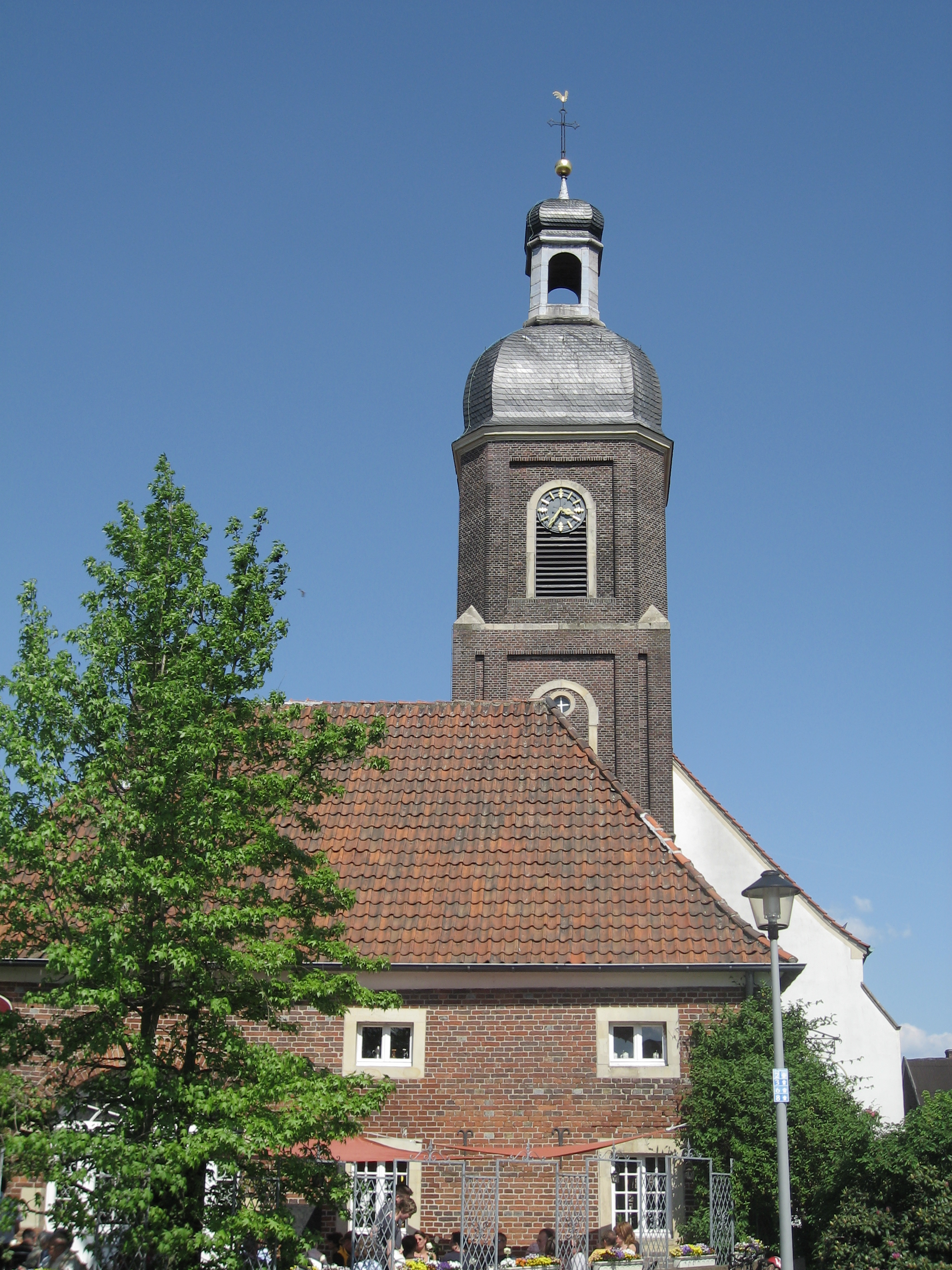
聖マウリティウス教会

ノルトキルヒェンの主要な建材が暗赤色のレンガである。町の中央には、1715年からゴットフリート・ラウレンツ・ピクトリウスによってバロック様式のハレンキルヒェとして建設された聖マウリティウス教会がある。教会広場にはこの他に多くの歴史的建造物がある。
- 旧宝物庫（マウリティウスプラッツ4番地）1733/34年にヨハン・コンラート・シュラウンによって建設された。
- 旧貧救院（マウリティウスプラッツ6番地）1730年から33年に同じくシュラウンによって建設された。
- 旧牧師館（マウリティウスプラッツ7番地）1675年建造の木組み建築

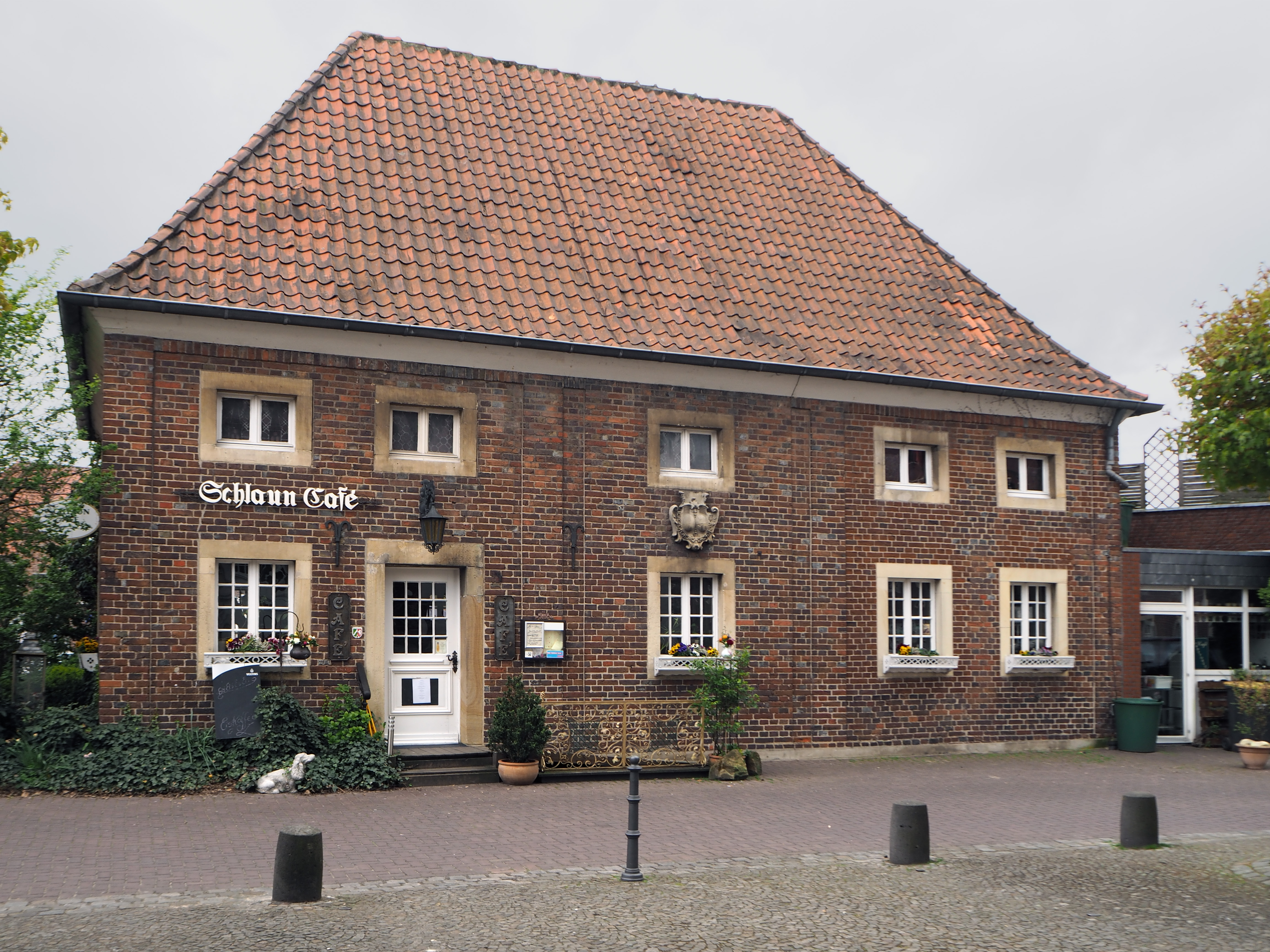
旧宝物庫
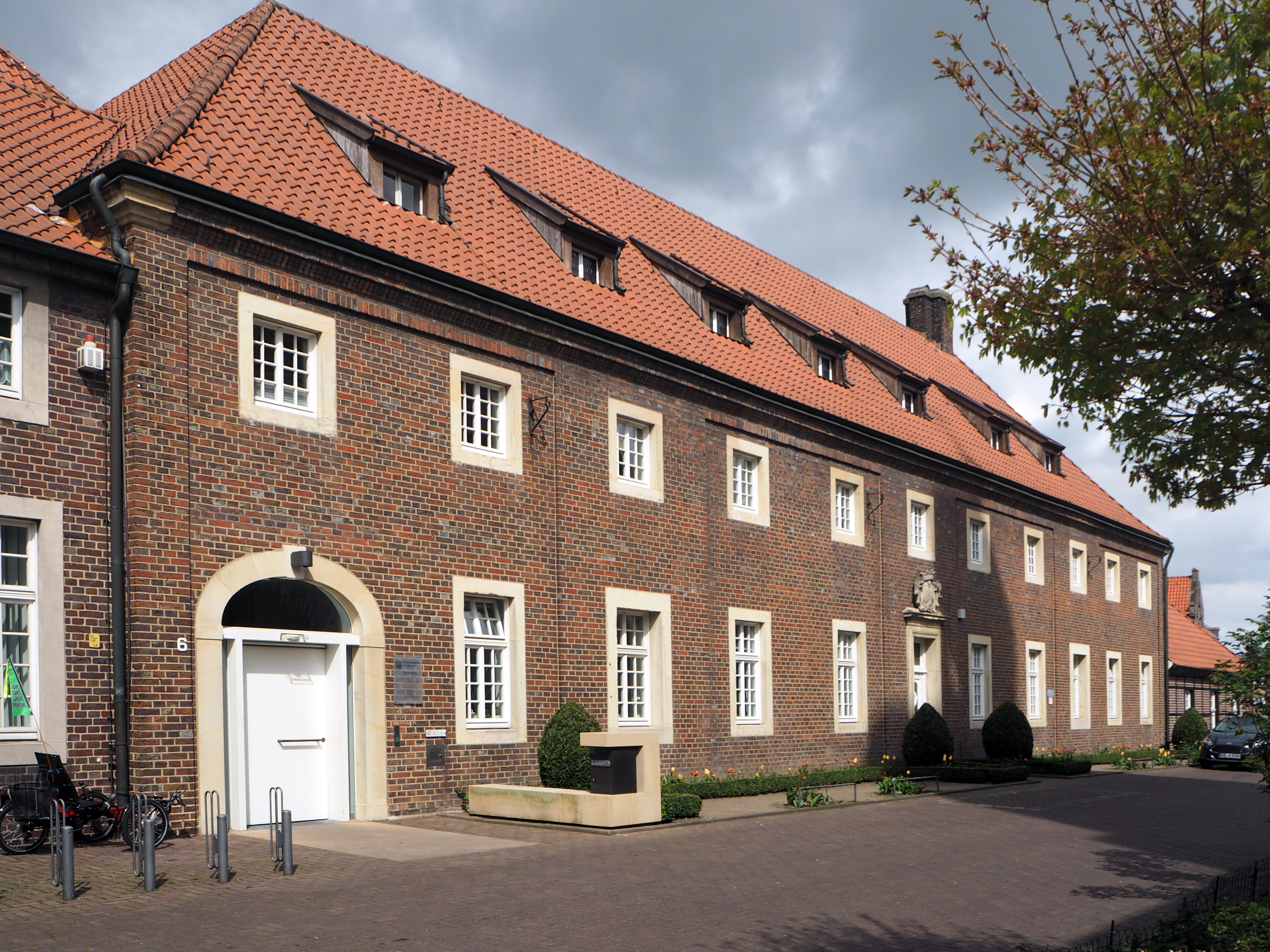
旧貧救院
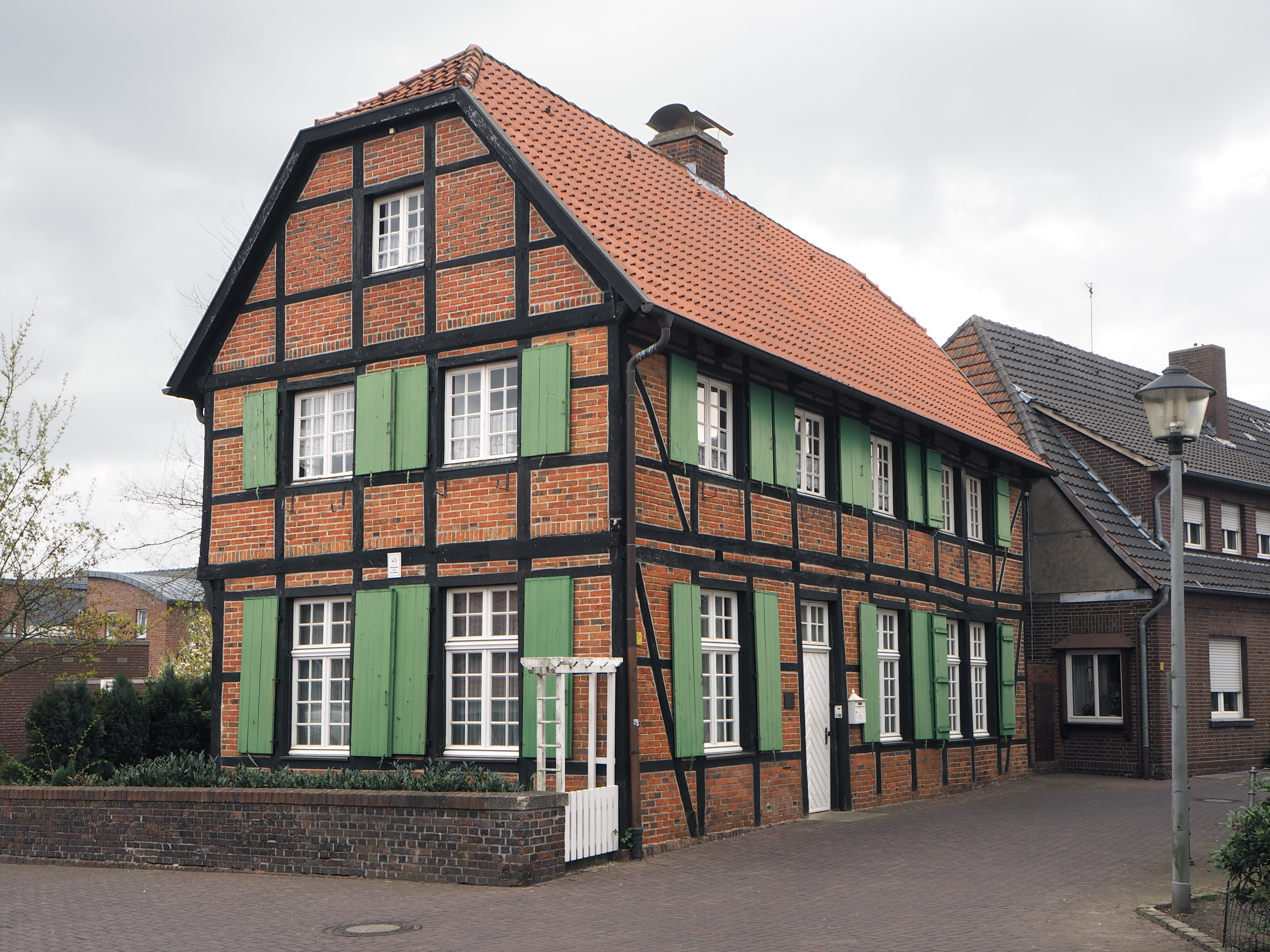
旧牧師館

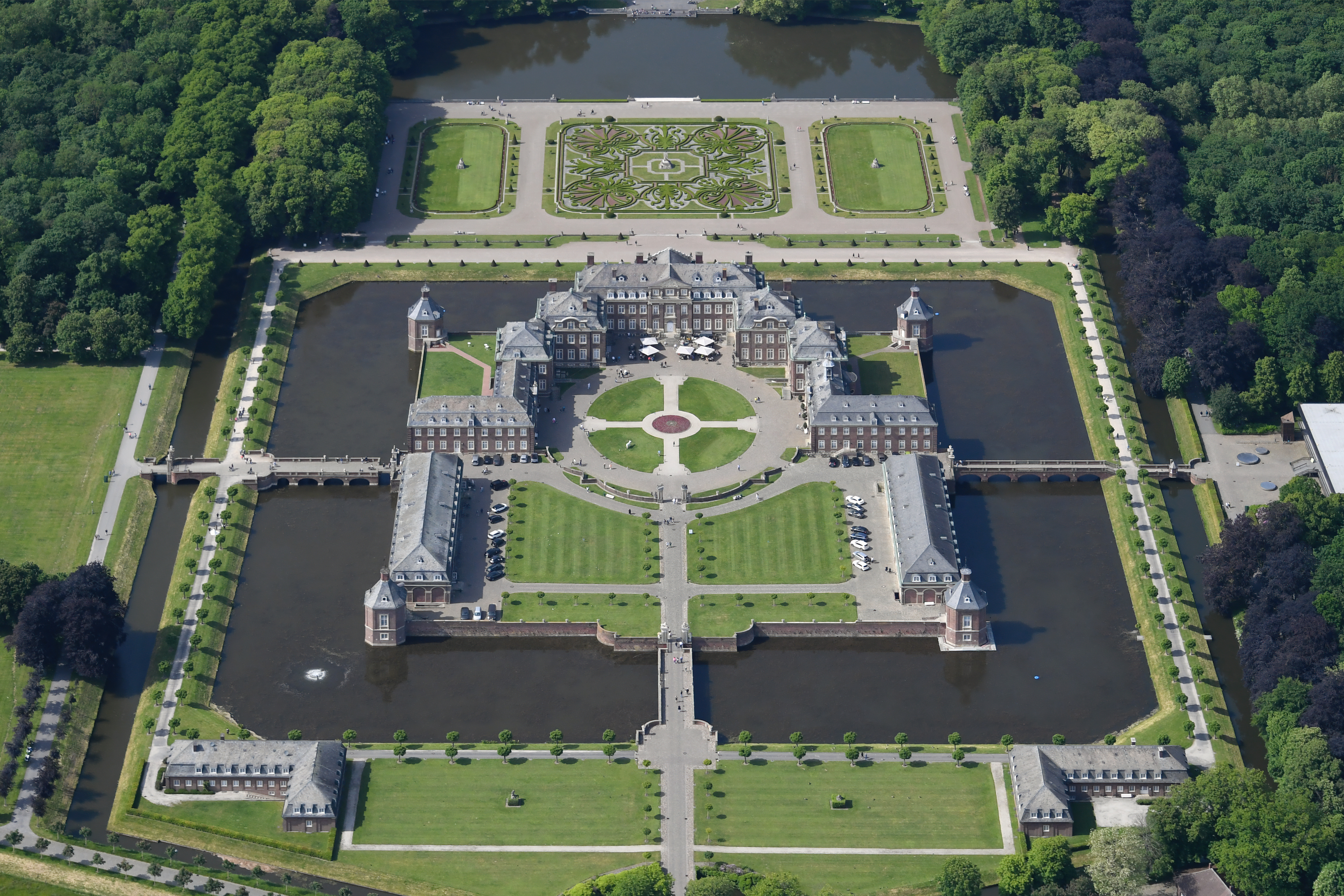
ノルトキルヒェン城

ノルトキルヒェンには、ドイツ最後の重要なバロック建築家であるヨハン・コンラーツ・シュラウンが携わった建物が合計13棟ある。傑出しているのが「ヴェストファーレンのヴェルサイユ」とも呼ばれるノルトキルヒェン城である。この他上述の教会広場の建物やシュロス通りにある以下の2棟が挙げられる。
- 1722年に建造された八角形のヨハネス・フォン・ネポムク礼拝堂
- 旧Rentei（財政機関、シュロス通り23番地、現在は医院と住居）

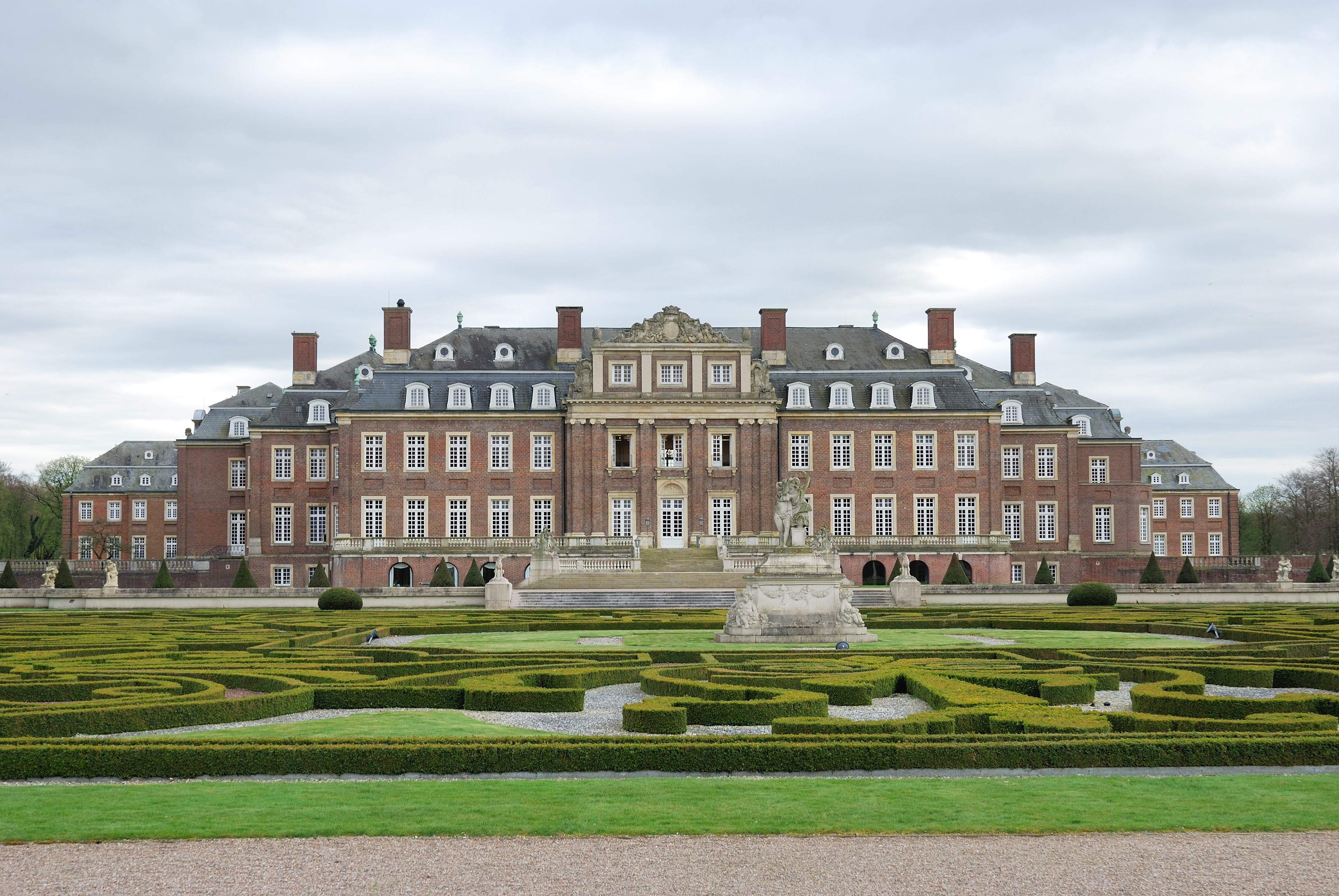
ノルトキルヒェン城主棟
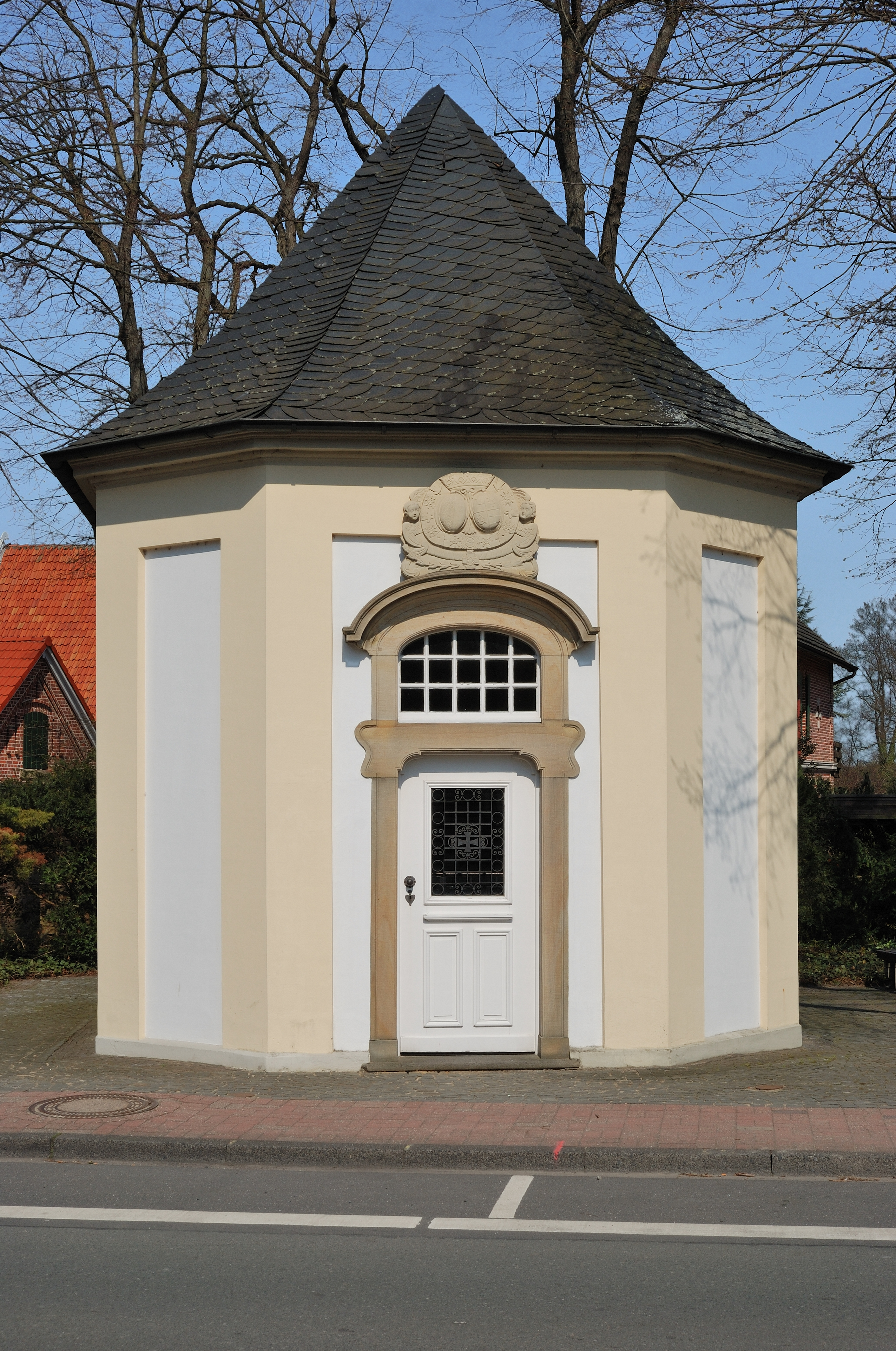
ヨハン・フォン・ネポムク礼拝堂
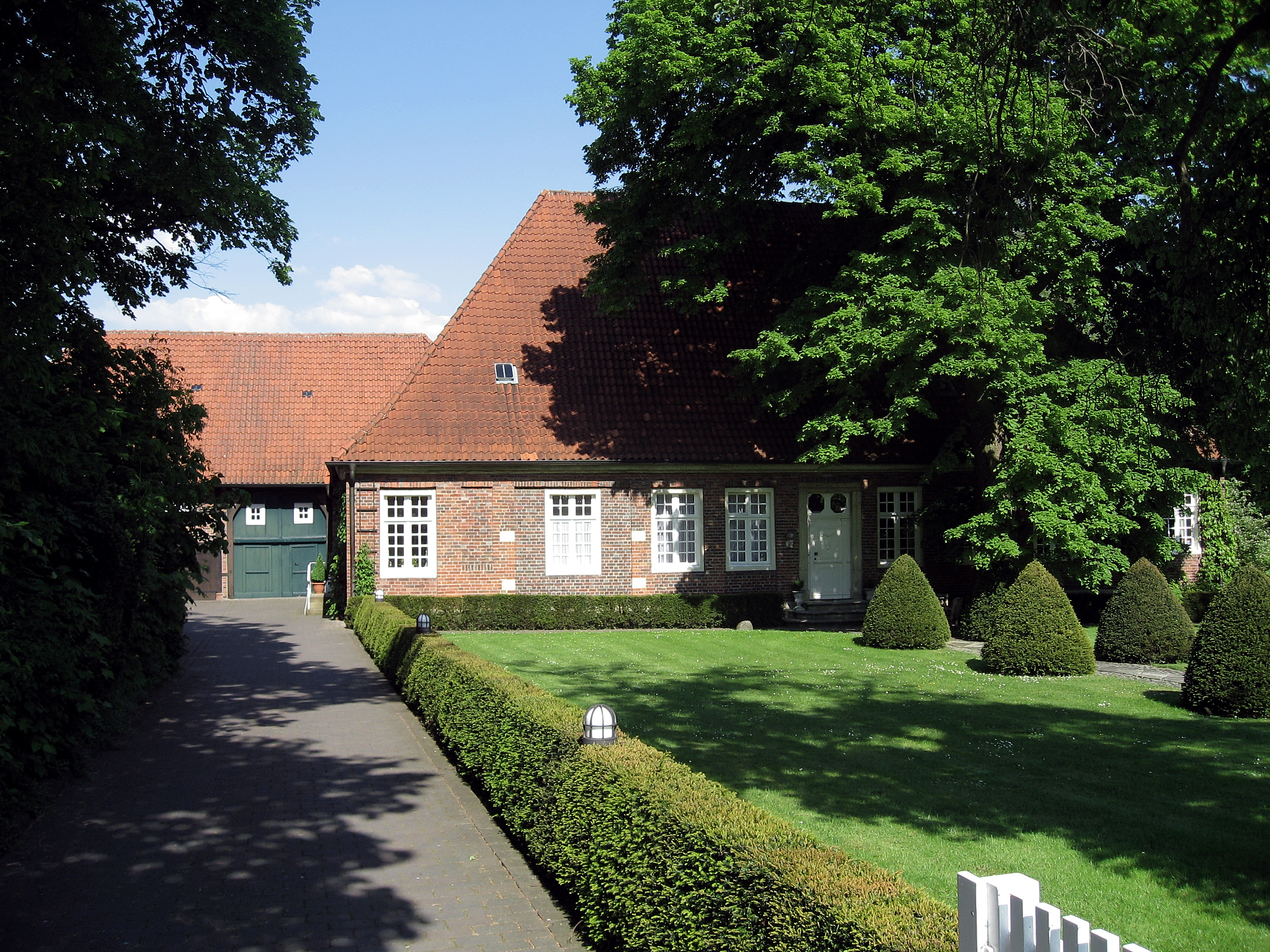
旧Rentei

### ゴルフクラブ
1975年、ノルトキルヒェンにゴルフクラブが創設された。同じ年に会員数が100名となり、9ホール、30 ha のゴルフ場が建設が始まった。公式オープンは1978年5月20日であった。その後、会員数は増加し、活動が盛んになり、2002年8月にゴルフ場は18ホールに拡張された。

## 経済と社会資本

### 交通
ノルトキルヒェンは、ミュンスターラント交通共同体の地域に位置している。鉄道ミュンスター - ドルトムント線にカペレ（ヴェストファーレン）駅がある。この駅には、ケオリス＝オイロバーンのレギオナルバーン（RB 50 号線、「デア・リューナー」）が1時間間隔で停車する。
EVG オイレギオ交通共同体の地域バス路線 R53号線が、1時間おきにノルトキルヒェンの中心部とカペレ駅およびリューディングハウゼンとを結んでいる。タクシーバス T52号線は2時間間隔で、ドルトムント - エンスヘーデ線のゼルム駅およびヴェルネを結んでいる。さらに平日には、カペレ、ジュートキルヒェン、ノルトキルヒェン、ゼルム間を結ぶコミュニティバスも運行している。この他にアッシェベルクのコミュニティバスも定期的にカペレ駅まで運行している。
カペレ駅、リューディングハウゼン駅、ゼレム駅行きのノルトライン＝ヴェストファーレン近郊交通の鉄道乗車券は、ノルトキルヒェンへのバスでも有効である（NRW-運賃）。これらの地域外からの旅行者は、ノルトキルヒェン行きの通しの乗車券を使ってハム、リューディングハウゼン、あるいはリューネン駅からのRVMバスを利用できる。
連邦道58号線がノルトキルヒェンの北約 7 km を、236号線が南西約 6 km を通っている。最寄りのアウトバーンのインターチェンジは、ノルトキルヒェンから東に約 12 km 離れた連邦アウトバーン1号線のアッシェベルク・インターチェンジである。
ノルトキルヒェンは広域自転車道の100城ルートおよび城砦・城館ツアーに面している。

### 地元企業
デジタルキャンパス・ノルトラインは、デジタル分野のスタートアップ企業と他の企業との交流プラットフォームを提供している。

### メディア
1980年から2018年までノルトキルヒェン中波送信所があった。放送局「ドイチュラントフンク」は2015年12月31日にノルトキルヒェン中波送信所からの送信を終了した。送信塔は2018年3月21日に解体された。

### 教育
ノルトキルヒェンの3つの地区にはそれぞれ基礎課程学校がある。
- ノルトキルヒェン地区のザンクト＝マウリティウス基礎課程学校
- ジュートキルヒェン地区のエリザベート＝エルンスト基礎課程学校
- カトリックのカペレ基礎課程学校

さらにノルトキルヒェン地区にはヨハン＝コンラート＝シュラウン総合学校がある。また、ノルトキルヒェン子供療養所内には精神発達と身体および情動発達を重点課題とする養護学校マクシミリアン＝コルベ養護学校がある。
この他にノルトキルヒェンにはノルトライン＝ヴェストファーレン金融専門大学がある。

## 人物

### ゆかりの人物
- アモス・ピーパー（1998年 - ）サッカー選手。幼少期をこの町で過ごし、2002年から2009年まで FCノルトキルヒェンに在籍していた。
- シリル・アコノ（ドイツ語版、英語版）（2000年 - ）サッカー選手。ジュートキルヒェンで育ち、2004年から2012年まで SVジュートキルヒェンに在籍していた。